# Galica (planina u BiH)
Galica je planina u Bosni i Hercegovini, u srednjoj Bosni. Nalazi se sjeverno od Turbeta i sjeverozapadno od Travnika. Negdje ju se uračunava u dio masiva Vlašića.
Pruža se u pravcu istok-zapad. Na zapadnom kraju spušta se ka sjeverozapadu. Prostire se na području općina Travnika. Na istoku se nastavlja na Vlašić. Gustije su naseljeni južni obronci. Najviši vrh Bukovačko brdo nalazi se na 1627 metara nadmorske visine. Na jugu protječe Lašva, a na sjeveru Ugar. Južno je Radalj. Sjeverno je skijaški centar Babanovac.
Na planini se nalazi planinarski dom „Erik Brandis” nazvan po katoličkom profesoru.

### Članci
- Planinarski dom Erik Brandis. Planinarski savez Herceg-Bosne. Pristupljeno 4. travnja 2025.